# Lipovăț (gmina)
Lipovăț – gmina w Rumunii, w okręgu Vaslui. Obejmuje miejscowości Căpușneni, Chițoc, Corbu, Fundu Văii i Lipovăț. W 2011 roku liczyła 3960 mieszkańców.